# Grote Prijs Castellón 2025
De tweede editie van de wielerwedstrijd Grote Prijs Castellón werd gehouden op 25 januari 2025. De 147 startten in Castelló de la Plana en finishten 171,7 kilometer later in Onda. De wedstrijd maakte deel uit van de UCI Europe Tour, in de categorie 1.1. De Portugees António Morgado won, voor de Uruguayaan Eric Fagúndez en Clément Champoussin uit Frankrijk.

## Uitslag
| Plaats  | Naam                | Ploeg                  | Tijd     |
| ------- | ------------------- | ---------------------- | -------- |
| Winnaar | António Morgado     | UAE Team Emirates-XRG  | 3u59'14" |
| 2       | Eric Fagúndez       | Burgos Burpellet BH    | z.t.     |
| 3       | Clément Champoussin | XDS Astana             | z.t.     |
| 4       | Alessandro Covi     | UAE Team Emirates-XRG  | z.t.     |
| 5       | Christian Scaroni   | XDS Astana             | z.t.     |
| 6       | Matevž Govekar      | Bahrain Victorious     | z.t.     |
| 7       | Davide Formolo      | Movistar               | z.t.     |
| 8       | Mike Teunissen      | XDS Astana             | + 5"     |
| 9       | Sandy Dujardin      | TotalEnergies          | z.t.     |
| 10      | Jenthe Biermans     | Arkéa-B&B Hotels       | z.t.     |
| 11      | Amaury Capiot       | Arkéa-B&B Hotels       | z.t.     |
| 12      | Michael Matthews    | Jayco AlUla            | z.t.     |
| 13      | Marius Mayrhofer    | Tudor                  | z.t.     |
| 14      | Alex Aranburu       | Cofidis                | z.t.     |
| 15      | Jon Barrenetxea     | Movistar               | z.t.     |
| 16      | Francisco Galván    | Kern Pharma            | z.t.     |
| 17      | Fabio Christen      | Q36.5                  | + 8"     |
| 18      | Iván García         | Movistar               | z.t.     |
| 19      | Thomas Silva        | Caja Rural-Seguros RGA | z.t.     |
| 20      | Haimar Etxeberria   | Kern Pharma            | z.t.     |